# القوزاق 2: الحروب النابليونية
القوزاق 2: الحروب النابليونية هي اللعبة الثانية في سلسلة القوزاق لألعاب استراتيجية الوقت الحقيقي، صدرت في ربيع عام 2005 هذه اللعبة تركز حصرا في عهد نابليون الفرنسي، مما يعني أنها قد تمتد إلى فترة أقصر بكثير من غيرها في هذه السلسلة، التي امتدت عدة قرون. لذلك، وهذا الجزء مثل السابق يسمح لعدد كبير من الوحدات تدريب ولديها العديد من الخيارات التكتيكية ومحركاً رسومية أفضل من سابقه.